# مردآزما
مردآزما، مرده‌آزما، مدزما، مردزما، مرتزما، مِردِزمال، مندرآزما، جوان‌آزما، مَدوزما یا مردوزوان موجودی افسانه‌ای است که از آن در داستان‌ها و افسانه‌های بخش‌های مختلفی از ایران یاد شده است.
در کتاب کوچهٔ احمد شاملو نیز مردآزما به عنوان نام یکی از جن‌هایی است که به شکل‌های گوناگونی در می‌آید.
بنا به افسانه‌های قدیمی محکم گرفتن بند شلوار یا کمربند موجب ناپدید شدن مردآزما می‌شود.
برخی آن را هیولا یا غولی تخیلی دانسته‌اند که به‌صورتِ مویی ظاهر می‌شود و بزرگ و بزرگ‌تر می‌گردد یا قدی بسیار بلند به بلندی کوه دارد.

## در فرهنگ عامه
در فرهنگ عامه مردم از آن به نام مردوزوان یاد می‌شود که شب‌ها در صحرا و بیابان ظاهر شده و به شکل مردی لاغر اندام است که به افراد تنها نزدیک می‌شود. اگر فرد بترسد و فرار کند مردوزوان او را دنبال کرده و رفته رفته قدش بلند و بلندتر می‌شود، اما اگر فرد نترسد مردوزوان نمی‌تواند به او آسیبی برساند. چنین گفته می‌شود که مردوزوان دارای پاهایی بلند است که مانند ریسمان می‌ماند و وقتی به فردی که در حال فرار است برسد بر پشتش سوار شده و پاهایش را به دور کمر او گره می‌زند و آن فرد از آن به بعد اسیر و گرفتار مردوزوان می‌شود. بیشتر پیرمردها ادعا دارند که در دوران جوانی در بیابان‌ها مردزوان را مشاهده کرده‌اند. حتی گفته می‌شود که مردوزوان خود را به صورت بزغاله‌ای که سخن می‌گوید، یا به صورت توده‌ای پشم گوسفند که وقتی فرد آن را برداشته در دستش تبدیل به بچه شده است، نیز به مردم نشان داده است.

## در باور اقوام مختلف ایرانی
در افسانه‌های مردم سیستانی آن را نوعی جن می‌دانند که اگر کسی از آنها نترسد، با او دوست می‌شوند. ولی اگر از او بترسند، قربانی‌اش را آنقدر می‌ترساند تا از پای درآید. 
در این افسانه‌ها گفته می‌شود مردآزما به صورت حیوانی اهلی بر مسافران مرد پدیدار می‌شود و ناگهانی سخن می‌گوید یا تغییر شکل می‌دهد و با این کار میزان دلاوری و مردانگی مسافر را می‌آزماید. بر پایه افسانه، مردآزما بیشتر در جای‌های تاریک و خلوت نمودار می‌شود ولی به کسی آسیبی نمی‌زند و به باور گروهی، در برابر افراد ترسو ظاهر نمی‌شود تا از آن‌ها آسیبی نبیند. گفته می‌شود این داستان برای این ساخته شده تا به افراد کم‌جرأت قوت قلب بدهند که اگر به جای تاریک یا خلوتی رفتند کمتر بترسند زیرا به آن‌ها گفته می‌شد مردآزما به افراد شجاع کاری ندارد.
در خراسان جنوبی مردآزما را «مرده‌آزما» هم می‌نامند و او را موجودی زشت‌روی می‌دانند که محل زندگی‌اش گورستان‌های خوفناک و گاه آسیاب‌های کهنهٔ آبی و بادی‌ست. او از نور گریزان است و تقلید صدای آدمی می‌کند. مرده‌آزما را بیشتر به قالب زنی زشت‌روی می‌دانند که صورتش دراز و چاک دهانش عمودی است و دندان‌هایش افقی و بُرّان است.
در تمام مناطق لرنشین به این موجود افسانه‌ای «مرتزما» می‌گویند و از آن به عنوان موجودی ترسناک یاد می‌شود.
در افسانه‌های شمال هرمزگان مردآزما (به گویش محلی مَدوزما) نوعی جن است با قامت بسیار بسیار بلند بگونه ای که یک پای او روی یک کوه و پای دیگرش بروی کوه دیگر قرار دارد. هرکس که نداند و از زیر پای او بگذرد از دنیا خواهد رفت و در افسانه دیگری بومیان بر این باور هستند که مَدوزما در تاریکی شب بر افرادی ظاهر خواهد شد و هر آنکس از او نترسد در سلامت خواهد بود.
در مناطق کردنشین از این موجود به نام جوان آزما نام برده می‌شود.
در ادبیات شفاهی روستاهای استان کرمان مردآزما (در گویش محلی «مندرآزما») موجودیست به باریکی دسته بیل و یک وجب قد؛ که کم‌کم قد می‌کشد. در صورت پرسش جواب می‌دهد و آدرس اشیاء گم شده را دقیقاً می‌گوید. نکته جالب آن است که در اکثر خانواده‌های بزرگ (طایفه‌ها) یک نفر که معمولاً مسن است ادعای دیدن «مندرازما» را در سنین جوانی دارد.
در استان مرکزی به مَدِزما شناخته می‌شود. موجودی که در بیابان است و شب‌ها مردانی که در زمین‌های کشاورزی مشغول هستند را اذیت می‌کند. قد بلند سیاه و چشمان قرمز از مشخصات اوست.
در داستان‌هایی دیگر مردآزما در کوچه‌های تاریک و خلوت از پشت دیوار ظاهر می‌شود و هر اندازه به او نگاه شود بزرگ‌تر و بزرگ‌تر می‌شود.

## بازنویسی
شرمین نادری، نویسنده و تصویرگر نیز در سال ۱۴۰۰ این داستان را بازنویسی و بهرام شاه‌محمدلو آن را به صورت صوتی اجرا کرده است.